# 大花鹤顶兰
大花鹤顶兰（学名：Phaius magniflorus）为兰科鹤顶兰属下的一个种。

## 扩展阅读
- 維基物種上的相關：大花鹤顶兰